# 寿福寺 (川崎市多摩区)
寿福寺（じゅふくじ）は、神奈川県川崎市多摩区にある、臨済宗建長寺派の寺院。山号は仙谷山。

## 概要
江戸時代後期に刊行された『江戸名所図会』に寿福寺とともに、周辺の景観「仙谷十景」も紹介されている。境内一帯の樹林は、川崎市と緑地協定を結んで保全している。山号にもなっている地名「仙谷」は、文字どおり仙人が住むような山谷であったことから。寺伝によると「この山に仙人道鏡がこもり、練行修身をつんだので″仙谷″と呼ばれた」とあり「道鏡谷」とも呼んだという。

## 沿革

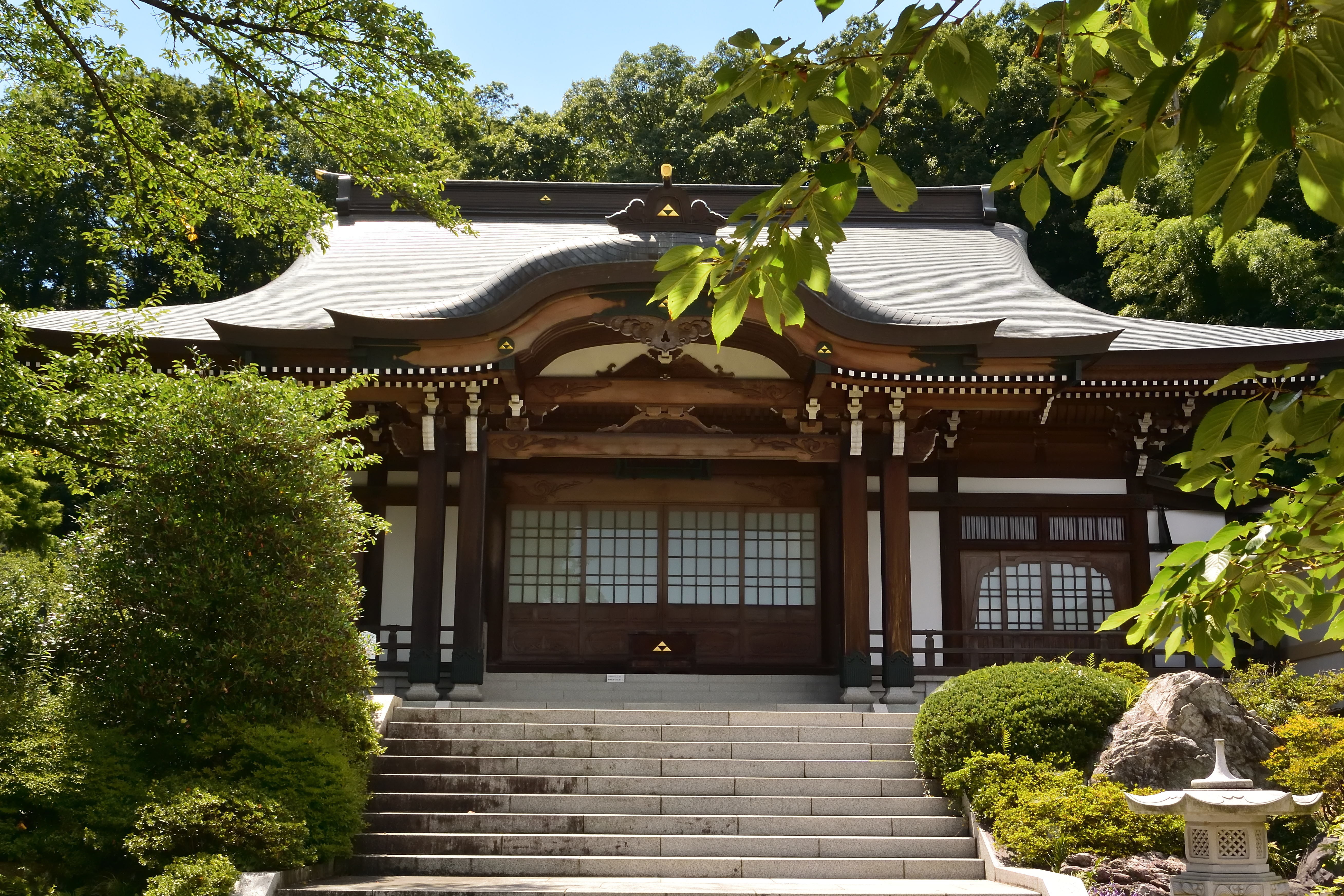
本堂

『江戸名所図会』によれば、古墳文化時代の「推古天皇6年（598年）に聖徳太子が建立」と書かれている。
- 康平3年（1060年）に源義家奥州征伐出陣の途中、この地に宿し、当山観音堂に参籠して開運を祈願する[3]。
- 文治元年（1185年）源義経、武蔵坊弁慶が大般若経を奉納。
- たび重なる火災によって寺は荒廃していたが、鎌倉にある建長寺87世の大安法慶禅師が永徳年間（1381～84年）に中興し、天台宗から臨済宗へ改宗[2]。
- 永徳2年（1382年）に足利幕府の第2代関東公方だった足利氏満によって大会堂、善応殿(本堂)、擁護廟の3つの堂宇が造営された記録もある[2]。
- 明治8年（1875年）3月19日の火災では、殿堂と観音・虚空の両菩薩を焼失する。本堂は再建するも、明治28年9月3日に火災にあう。
- 大正8年に32世積道和尚が本堂を再建する。
- 昭和41年に33世孝宗和尚が庫裡と観音堂を再建。

## 文化財
- 木造　国一禅師坐像（市重要文化財）奈良県長谷寺の像と、同木同彫刻であると伝えられている。

## 交通
- 京王相模原線京王稲田堤駅、JR南武線稲田堤駅下車、徒歩30分